# Jacob Jordaens

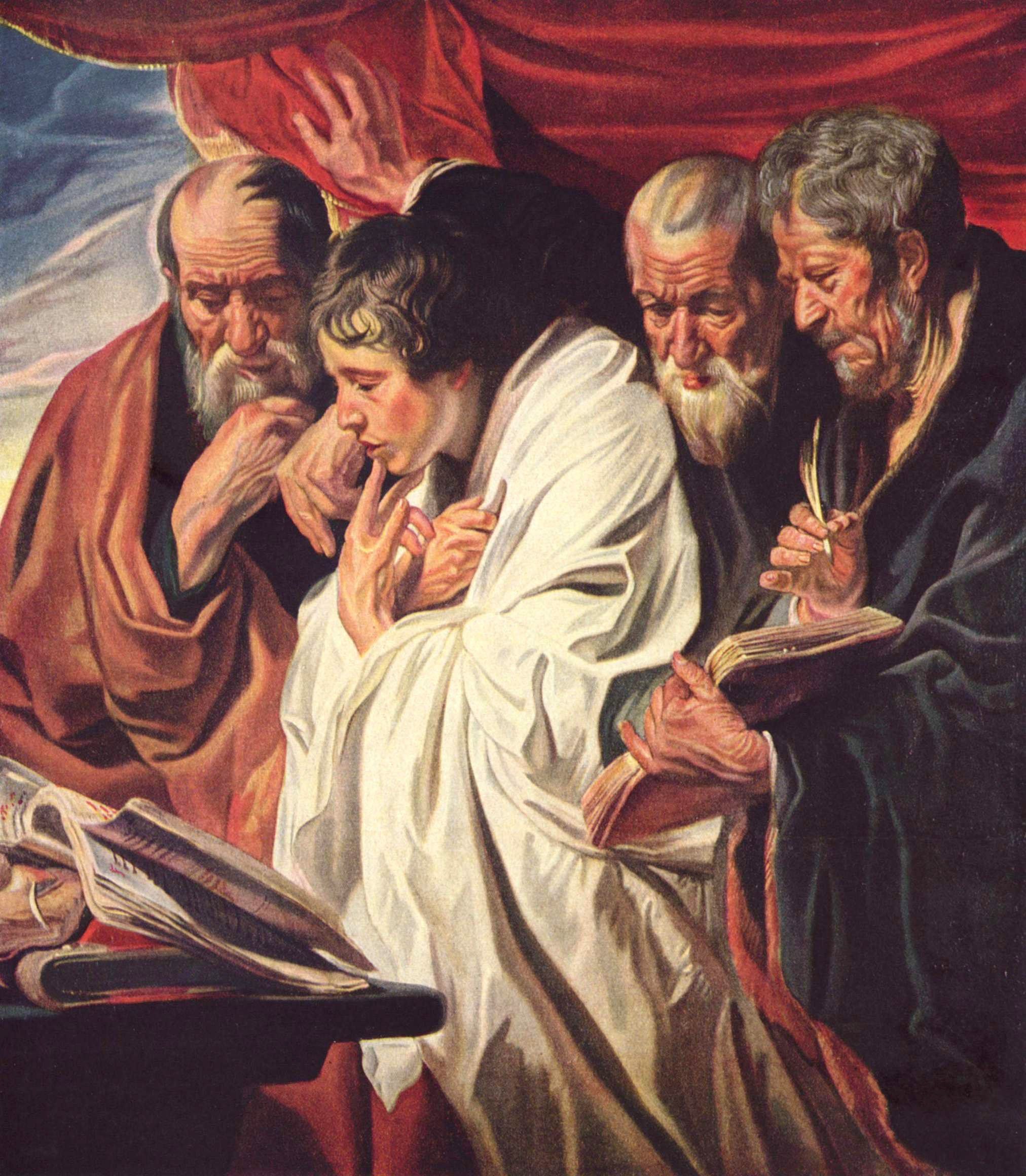
J. Jordaens, I quattro evangelisti, Parigi, Louvre

Jacob Jordaens (Anversa, 19 maggio 1593 – Anversa, 18 ottobre 1678) è stato un pittore fiammingo, fra i maggiori del XVII secolo.

## Biografia
Fu allievo, con Peter Paul Rubens, del pittore manierista Adam Van Noort, grazie al quale fu ammesso alla gilda dei pittori di Anversa.
Suo padre era un commerciante di tessuti o di sete. La famiglia Jordaens apparteneva alla borghesia più agiata: la loro casa si situava nell'Hoogstraat (la via alta), una delle vie più conosciute per il commercio dei panni ad Anversa. Il 15 maggio 1616 sposò la figlia minore del suo maestro Adam van Noort, Catharina, di quattro anni più anziana. È un matrimonio cattolico da cui nasceranno tre figli: Elisabeth (1617), Jacques (1625) e Anne Catherine (1629).
Non compì mai il tanto desiderato viaggio in Italia, cosa di cui si dolse per tutta la vita, anche se fu fortemente influenzato dalle opere dei grandi artisti del '500 italiano (Paolo Veronese, Tiziano, Federico Barocci) ma soprattutto di Jacopo Bassano e dei suoi contemporanei (Domenichino e Caravaggio).

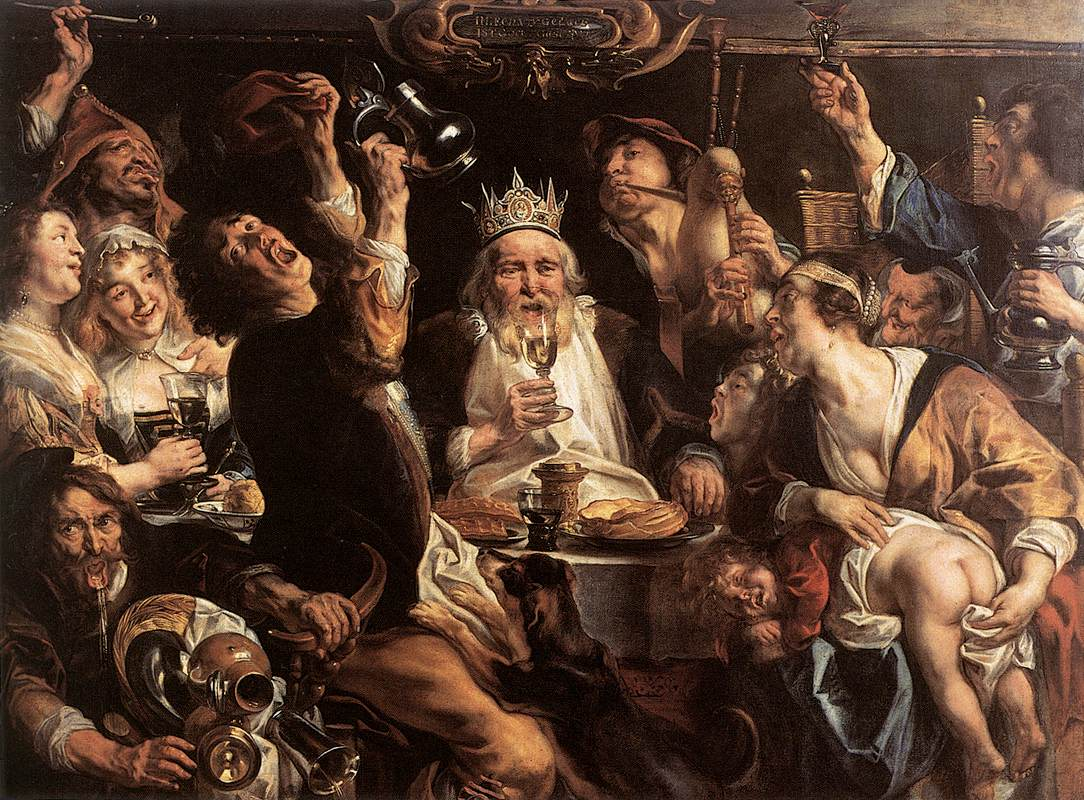
Il re beve, Museo reale delle belle arti del Belgio, Bruxelles

Con la sua glorificazione del cibo e del vino consumati in gioiosa compagnia fra risa e giochi truculenti e rumorosi, Jordaens creò una sorta di mitologia fiamminga, pregna di sensualità pagana. Anche i quadri a soggetto religioso del primo periodo, come gli Evangelisti, sono carichi di una vivacità realistica che toglie qualsiasi ispirazione mistica. 
Il suo stile degli inizi denuncia la sua formazione manierista, ma poi l'abbandona e si avvicina alla maniera di Rubens, da cui si distacca per la maggiore impetuosità e per l'amore per le atmosfere paesane e domestiche. 
Morì ad Anversa nel 1678 dopo essersi convertito al calvinismo.

## Opere a lui dedicate
- Jordaens (film)